# Посольство Румынии в России
Посольство Румынии в Российской Федерации расположено в Москве на Мосфильмовской улице, 64.
Чрезвычайный и полномочный посол Румынии: господин Кристиан Истрате (с 2021 года).

## Службы посольства
- Политический отдел
- Экономический отдел
- Отдел культуры, науки и прессы
- Отдел IT
- Административно-хозяйственный отдел
- Финансовый отдел
- Бюро атташе по вопросам обороны
- Бюро по вопросам внутренних дел
- Консульский отдел

## Послы Румынии в России
- Аурел Константин Илие (2002—2004)
- Думитру Дорин Прунариу (2004—2005)
- Иоан Донка (2005—2008)
- Константин Михаил Григорие[англ.] (2008—2013)
- Василе Соаре (2013—2020)
- Кристиан Истрате (2021— н. в.)

## Другие представительства Румынии в России
- Генеральное консульство в Санкт-Петербурге: Гороховая улица, № 4.
- Генеральное консульство в Ростове-на-Дону: улица Седьмая Линия, № 18/39.